# Banana Synthesizer
| Banana Synthesizer       | Banana Synthesizer                                |
| Allgemeines              | Allgemeines                                       |
| ------------------------ | ------------------------------------------------- |
| Hersteller               | EEH/Synthesizerstudio Bonn                        |
| Typ                      | Analogsynthesizer                                 |
| Zeitraum                 | 1982                                              |
| Preis                    | 5350 DM (1982)                                    |
| Technische Daten         |                                                   |
| Polyphonie               | ja, 6 Stimmen                                     |
| Multitimbralität         | nein                                              |
| Klangsynthese            | analog subtraktiv                                 |
| Oszillatoren             | 2 je Stimme                                       |
| Wellenformen             | Sägezahn, Rechteck (pulsweitenmoduliert), Dreieck |
| Filter                   | 24-dB-Tiefpassfilter                              |
| Hüllkurven               | 2× ADSR                                           |
| Tastatur und Spielhilfen |                                                   |
| Klaviatur                | 61 Tasten, nicht anschlagsdynamisch               |
| Spielhilfen              | Einstellbarer Pitch Bend, Modulationsrad          |
| Hergestellte Exemplare   | 100                                               |

Der EEH Banana ist ein sechsstimmiger Analogsynthesizer aus dem Jahr 1982, es wurden 150 Exemplare gebaut.

## Hintergrund
Das Synthesizerstudio Bonn Matten und Wiechers hatte ab den 1970er Jahren die Oberheim-Synthesizer im Vertrieb. Da die US-Synthesizer allerdings sehr teuer waren und Matten und Wiechers mit der Fertigungsqualität der Oberheim-Geräte sehr unzufrieden waren, entwickelten sie die Idee eines polyphonen Synthesizers für 5000 DM.
Als Partner bei der Umsetzung gewannen sie die Firma EEH Hopf & Hoffmann aus Wuppertal, die mit einem selbst entwickelten Sequenzer bei Matten und Wiechers vorstellig geworden waren. Das Synthesizerstudio hatte schon zuvor eigene Hardware entwickelt, beispielsweise den „Synthanorma“-Sequenzer für Kraftwerk, der auf dem Album Trans Europa Express zum Einsatz kam.
Der Name "Banana" geht nach Aussage von Dirk Matten auf seinen Geschäftspartner Hajo Wiechers zurück; Matten selbst fand den Namen albern, stimmte ihm aber schließlich zu. Der Name könnte von dem englischen Ausdruck „going bananas“ (verrückt spielen, Spaß haben) inspiriert sein, möglicherweise spielte auch die zu dieser Zeit populäre Fernsehserie „Bananas“ eine Rolle.

## Aufbau
Die Klangerzeugung ist um Analog-Chips von Curtis und SSM aufgebaut: je Stimme zwei CEM3340-VCO, zwei CEM3320-Hüllkurvengeneratoren, ein CEM3360-VCA. Zunächst war auch ein Curtis-Filter vorgesehen, das von Matten und Wiechers jedoch gegen einen SSM2044 ausgetauscht wurde. Das 24-db-Tiefpassfilter formt den Klang des Instruments wesentlich.
Die beiden Oszillatoren können hart synchronisiert werden; eine Frequenzmodulation von VCO1 durch VCO2 ist ebenfalls möglich. Zwei LFO sind als Modulationsgeneratoren vorhanden, LFO 1 steuert das Vibrato, LFO 2 ist für Pulsweitenmodulation und die Modulation der Filterfrequenz zuständig.
Der Synthesizer bietet 64 Speicherplätze, in denen alle Klangparameter abgelegt werden können. Über einen Unisono-Modus können alle sechs Stimmen parallel angesteuert werden. Da der analoge Synthesizer anfällig ist für Stimmschwankungen, sorgt eine Autotune-Funktion für Stimmstabilität.
Ab 1985 wurde der Banana mit einer MIDI-Schnittstelle verkauft.